# Partido judicial de Sacedón
El partido judicial de Sacedón era uno de los nueve partidos judiciales en los que se dividió la provincia de Guadalajara (España) hasta 1965. Tenía como cabeza la localidad de Sacedón y englobaba a municipios del sur de la provincia, que fueron incluidos en el partido judicial de Guadalajara tras la reestructuración de los partidos judiciales de la provincia de Guadalajara en 1965. Fue también suprimido en 1867 y volvió a reconstituirse en 1872 hasta su desaparición.

## Municipios
- Alcocer
- Alhóndiga
- Alique
- Alocén
- Auñón
- Berninches
- Casasana
- Castilforte
- Chillarón del Rey
- Córcoles
- Escamilla
- Hontanillas
- La Isabela
- Millana
- Morillejo
- El Olivar
- Pareja
- Peralveche
- Poyos
- El Recuenco
- Sacedón
- Salmerón
- Tabladillo
- Torronteras
- Villaescusa de Palositos